# Állampolgárok Együtt
Az Ensemble (szó szerint "Együtt") egy liberális politikai koalíció Franciaországban. 2021 novemberében alakult Ensemble Citoyens (Állampolgárok Együtt) néven.  A pártszövetség tagjai között megtalálható a La République En Marche! (LREM), a Demokratikus Mozgalom (MoDem), az Agir, a Haladás Vidékei (TDP), az Horizons, az En Commun, és a Progresszív Föderáció.

## A pártszövetség tagjai
| Párt | Párt | Párt                  | Párt     | Ideológia                              | Pozíció                   | Vezető            |
| ---- | ---- | --------------------- | -------- | -------------------------------------- | ------------------------- | ----------------- |
|      |      | Reneszánsz            | R        | Liberalizmus                           | Közép                     | Stanislas Guerini |
|      |      | Demokratikus Mozgalom | MoDem    | Liberalizmus, kereszténydemokrácia     | Közép és jobbközép között | François Bayrou   |
|      |      | Horizons              | Horizons | Liberalizmus                           | Jobbközép                 | Édouard Philippe  |
|      |      | Agir                  | Agir     | Konzervatív liberalizmus               | Jobbközép                 | Franck Riester    |
|      |      | Haladás Vidékei       | TDP      | Szociálliberalizmus, szociáldemokrácia | Közép és balközép között  | Olivier Dussopt   |
|      |      | Radikális Párt        | PRV      | Liberalizmus                           | Közép                     | Laurent Hénart    |
|      |      | En Commun             | EC       | Zöldpolitika                           | Balközép                  | Philippe Hardouin |
|      |      | Progresszív Föderáció | FP       | Szociáldemokrácia                      | Balközép                  | François Rebsamen |

## Fordítás
Ez a szócikk részben vagy egészben  az   Ensemble Citoyens című angol Wikipédia-szócikk ezen változatának fordításán alapul.  Az eredeti cikk szerkesztőit annak laptörténete sorolja fel. Ez a jelzés csupán a megfogalmazás eredetét és a szerzői jogokat jelzi, nem szolgál a cikkben szereplő információk forrásmegjelöléseként.